# Éric Micoud
Pour les articles homonymes, voir Micoud.
Éric Micoud, né le 18 mars 1973 à Cotonou (Bénin), est un joueur professionnel français de basket-ball. Il joue au poste de meneur ou deuxième arrière.

## Biographie
Après avoir joué dans de nombreux clubs de basket-ball, il prend sa retraite et se reconvertit comme consultant pour Ma Chaîne Sport et beIN Sports.
Il entraîne le club amateur l'Étoile sportive yerroise, à Yerres (Essonne) de 2012 à 2015.
En tant que joueur, il détient le record du nombre de paniers à trois points inscrits en première division avec 11 réussites. Il a aussi détenu le record du nombre de paniers à trois points marqués pendant sa carrière dans le championnat de France (755, soit 2265 points) avant que ce record ne soit battu en 2024 par Nicolas Lang.

## Clubs
Formé au GYM Saint-Vallier qui deviendra le Saint-Vallier Basket Drôme
- 1992-1994 :  Université de Georgetown (NCAA I)
- 1994-1995 :  Besançon BC (Pro B)
- 1995-1996 :  CRO Lyon (Pro A)
- 1996-1998 :  Strasbourg IG (Pro A)
- 1998-2001 :  Cholet Basket (Pro A)
- 2001-2004 :  Paris BR (Pro A)
- 2004-2006 :  JDA Dijon (Pro A)
- 2006 :  Basket Livourne (LegA)
- 2006-2009 :  ALM Évreux (Pro B)

## Sélection nationale
- International Cadets (Euro Cadets 1989)
- International Espoirs (Euro Espoirs 1994)
- International A (20 sélections) (Euro 2001)

## Records
| Records                |                                        |
| ---------------------- | -------------------------------------- |
| Points                 | 37 à Roanne (06/12/2003)               |
| Tirs à 3 pts réussis   | 11 à Roanne (06/12/2003)               |
| Tirs à 3 pts tentés    | 15 (2 fois)                            |
| Lancers francs réussis | 8 contre Le Havre (09/10/2004)         |
| Lancers francs tentés  | 8 (2 fois)                             |
| Rebonds offensifs      | 4 à Gravelines-Dunkerque (02/04/2005)  |
| Rebonds défensifs      | 6 contre Cholet (04/12/2004)           |
| Total rebonds          | 8 (2 fois)                             |
| Passes décisives       | 10 contre Strasbourg (18/12/2004)      |
| Interceptions          | 5 (2 fois)                             |
| Minutes jouées         | 49 à Châlons en Champagne (13/11/2004) |

## Palmarès
- Éric Micoud est le vainqueur du concours de tirs à 3 points lors des All Star Game 2001 et 2003 en tant que joueur du Paris Basket Racing.
- Champion de France Pro B en 1995 avec Besançon BCD
- Vainqueur de la Coupe de France 1999 avec Cholet Basket en finale contre Strasbourg IG, Victoire : 85-70